# 堅頭美銀漢魚
堅頭美銀漢魚（学名：Atherinomorus stipes）為輻鰭魚綱銀漢魚目銀漢魚科的其中一種，分布於西大西洋巴哈馬群島、墨西哥猶加敦半島至巴西海域，體長可達10公分，為熱帶魚類，棲息在沿岸沙底質及珊瑚礁淺水域，以浮游生物為食，生活習性不明。